# 中華民國天道總會
天道是和一貫道同源的新興宗教，創立於台灣，登記名稱為中華民國天道總會。

## 歷史
1947年中秋，天道（一貫道）師尊張天然歸空後，有部分領導人在入道儀式時所呈奏上天的表文中，加入孫師母（孫慧明），並因其強調擁有天命金線而亦稱金線道（即今日一貫道）。
「金線道」（孫師母派）因其儀式與道義皆承接原一貫道之道義，其信眾亦接收原道眾，故對外皆稱「一貫道」。
因金線道在台灣發展迅速，眾多支派經幾番整合於西元1988年正式成立社會團體「中華民國一貫道總會」，同時向台灣政府登記為「一貫道」。
而後（師兄派）的一貫道（師脈-呈奏上天的表文維持師尊名諱，以師母劉率真及其長子張英譽與孫錫堃道長所倡導正義輔導委員會為主）因應國情及時勢所趨亦於西元1990年成立社會團體「中華民國天道總會」，並于2006年正式提出申准為「天道」。

## 外部連結
- 中華民國天道總會（页面存档备份，存于）
- 內政部公益資訊平台-中華民國天道總會（页面存档备份，存于）
- 天道 - 內政部民政司